# Shukhrat Mukhammadiev
Shukhrat Mukhammadiev (sinh ngày 24 tháng 6 năm 1989) là một cầu thủ bóng đá người Uzbekistan thi đấu ở vị trí hậu vệ cho Nasaf.